# ヘンリエッテ・レーカー
ヘンリエッテ・レーカー（ドイツ語: Henriette Reker、1956年12月9日 - ）は、ドイツの政治家。2015年から、ケルン市長を務める。

## 経歴
2015年のケルン市長選に、キリスト教民主同盟（CDU）、自由民主党（FDP）及び同盟90/緑の党の支持を受けて立候補。投開票前日である10月17日、選挙運動をしていたところを44歳の男性に首を刺され、重傷を負った。犯人の男性は現場で逮捕され、レーカーの難民政策に不満をもっていたことから犯行に及んだとされる。翌日の投票では52.6％の票を獲得し、ケルン市で初の女性市長となった。
2020年に行われた市長選では、社会民主党（SPD）の候補者を破り、再選を果たした。
- 左からレーカー、映画監督のジェーン・カンピオン、元陸上競技選手のペトラ・ミュラー（2017年10月6日）
- アンゲラ・メルケル首相と（2019年6月14日）
- 女優のパトリシア・アークエットと（2020年2月3日）